# 小行星6801
小行星6801（英語：6801 Strekov）是一颗围绕太阳公转的小行星。1995年10月22日，茲德內克·莫拉維克在克列特发现了此天体。
这颗小行星的绝对星等为334.3698069870932等。